# (4680) Lohrmann
(4680) Lohrmann (1937 QC) – planetoida z pasa głównego asteroid okrążająca Słońce w ciągu 3,52 lat w średniej odległości 2,31 j.a. Odkryta 31 sierpnia 1937 roku.